# Gymnoclytia hirticollis
Gymnoclytia hirticollis là một loài ruồi trong họ Tachinidae.